# Мажорний тризвук
Мажорний тризвук — тризвук, що складається з великої терції внизу і малої — вгорі, між крайніми звуками якого утворюється інтервал чистої квінти.

## Загальна інформація

Мажорний тризвук складається з трьох тонів з відношенням частот 4:5:6. На малюнку показано форму коливань для окремих тонів та співзвучь чистої квінти і мажорного тризвука

Мажорний тризвук є одним з мажорних акордів, до складу яких входять звуки, віддалені від основного тону на велику терцію і чисту квінту. Також мажорними є великий і малий мажорний септакорди.
Мажорний тризвук є діатонічним акордом і будується на I, IV і V ступенях натурального мажору. Ці три тризвуки яскравіше інших виражають ладові функції, завдяки чому називаються головними тризвуками і позначаються як і головні ступені: T, S, D. У натуральному мінорі також три мажорних тризвуки, які не будуються від головних ступенів ладу, і тому називаються побічними. У гармонічному мажорі або мінорі — лише два мажорних тризвуки.
Скороченим позначенням мажорного тризвуку є маж. 53, що відповідає виду акорду і інтервалам, що входять до його складу. Відповідно до системи буквено-цифрових позначень акордів, мажорний тризвук позначається за допомогою великої латинської літери і необов'язковою приставки dur, що визначає лад акорду: наприклад, до-мажорний тризвук позначається як C або C-dur.

### Список мажорних тризвуків
| Акорд | Основний тон | Велика терція | Чиста квінта |
| ----- | ------------ | ------------- | ------------ |
| C     | C            | E             | G            |
| C♯    | C♯           | E♯ (F)        | G♯           |
| D♭    | D♭           | F             | A♭           |
| D     | D            | F♯            | A            |
| D♯    | D♯           | F (G)         | A♯           |
| E♭    | E♭           | G             | B            |
| E     | E            | G♯            | H            |
| F     | F            | A             | C            |
| F♯    | F♯           | A♯            | C♯           |
| G♭    | G♭           | B             | D♭           |
| G     | G            | H             | D            |
| G♯    | G♯           | H♯ (C)        | D♯           |
| A♭    | A♭           | C             | E♭           |
| A     | A            | C♯            | E            |
| A♯    | A♯           | C (D)         | E♯ (F)       |
| B     | B            | D             | F            |
| H     | H            | D♯            | F♯           |

## Обернення
Першим зверненням мажорного тризвуку є мажорний секстакорд, в якому нижнім звуком є терція. Другим зверненням є мажорний квартсекстакорд, з квінтою як нижнім звуком.
До складу мажорного тризвуку і його звернень входять велика і мала терція, а також чиста кварта, що є зверненням чистої квінти:
| Інтервальна будова обернень мажорного тризвуку | Інтервальна будова обернень мажорного тризвуку | Інтервальна будова обернень мажорного тризвуку |
| ---------------------------------------------- | ---------------------------------------------- | ---------------------------------------------- |
| Основний тризвук                               | Мажорний тризвук                               | в. 3 + м. 3                                    |
| Перше обернення                                | Мажорний секстакорд                            | м. 3 + ч. 4                                    |
| Друге обернення                                | Мажорний квартсекстакорд                       | ч. 4 + в. 3                                    |

Наприклад, до-мажорний тризвук і його обернення складаються з нот до, мі і соль:

До-мажорний тризвук і його обернення